# Tiago Barnabé
Tiago Barnabé (Mauá, 21 de julho de 1984) é um ator e humorista brasileiro. Ganhou notoriedade nacional por imitar a socialite Narcisa Tamborindeguy no programa Eliana, do SBT. Com o fim do programa, Barnabé passou a integrar o elenco do Domingo Legal como Narcisa.

## Biografia
Desde a infância, Tiago Barnabé demonstrava o desejo de trabalhar na televisão. Em busca de oportunidades, chegou a viajar de ônibus por oito horas acompanhado de cinco cidadãos chilenos, cantando durante todo o trajeto. Após enfrentar diversas dificuldades, em 2001 realizou uma breve participação como figurante na telenovela O Clone, exibida pela TV Globo, porém sua cena acabou sendo cortada na edição final.
Em entrevista concedida ao jornalista Roger Turchetti, em 2021, no canal "Intervenção" no YouTube, Barnabé relembrou o episódio:
| “ | Quando cheguei no Rio, fiquei no hotel, ligava o ventilador e parecia que tinha turbina de helicóptero. Não dormi a noite inteira. Quando cheguei lá, tremendo de fome, gravei a cena, mas cortaram. | ” |

## Carreira
Tiago Barnabé iniciou sua carreira em 2010, quando ganhou notoriedade ao fazer uma imitação da apresentadora Luciana Gimenez no Superpop, da RedeTV!, sendo demitido em 2012 por Marcelo de Carvalho, marido da apresentadora, com quem mantinha uma relação conturbada nos bastidores da emissora. Além de Gimenez, também realizou imitações de outras celebridades, como Nicole Bahls e Sabrina Sato.
Em 2012, passou a integrar o elenco do programa Eliana, exibido pelo SBT,  interpretando a personagem "Narcisa", uma paródia da socialite Narcisa Tamborindeguy.
Após o fim do programa em 23 de junho de 2024, em razão da saída de Eliana do SBT para a TV Globo, Barnabé foi incorporado ao elenco do Domingo Legal, estreando na atração em 21 de julho do mesmo ano, onde retomou a interpretação de sua personagem Narcisa. Em sua estreia, foi surpreendido no quadro Telegrama Legal, sendo recepcionado pelo apresentador Celso Portiolli. Durante a gravação, foi levado ao local de uma suposta filmagem do quadro De Quem É Essa Mansão?, ocasião em que foi surpreendido de maneira cômica pela equipe do programa. O humorista foi homenageado por amigos, familiares e pela própria Eliana, que retornou de surpresa à emissora. Em dezembro do mesmo ano, Tiago Barnabé foi homenageado ao vivo pelo apresentador Celso Portiolli, que destacou sua chegada ao programa como um verdadeiro presente, ressaltando sua importância para a atração.
Ainda em 2024, após ter seu nome confirmado para o encerramento do Teleton, circularam rumores sobre uma possível recusa de Eliana em se encontrar com o humorista. A informação, no entanto, foi negada pela apresentadora em entrevista à Caras Brasil, e desmentida pelo Tiago Barnabé.
Tiago Barnabé já participou dos humorísticos Treme Treme, Dra. Darci e Xilindró, ambos exibidos pelo canal Multishow.

## Vida pessoal
Tiago Barnabé é casado com Adriane Domingues. A cerimônia ocorreu de forma surpresa durante uma edição do programa Eliana, após o humorista cair em uma "pegadinha do bem", preparada pela produção. No início de 2018, nasceu Enrico, o primeiro filho do casal.

### Acidente
Em 15 de novembro de 2022, Tiago Barnabé sofreu um acidente doméstico ao tentar evitar que suas galinhas fugissem. Ele pulou de uma parte mais elevada de sua residência para uma área inferior e acabou ferindo o pé ao pisar em um pedaço de ferro.
| “                                                                   | Oi, gente! Tudo bem com vocês? Aqui em casa a gente tem um quintal com a parte de cima, desce e tem a parte de baixo. Nem eu nem o meu jardineiro notamos, ao longo do tempo, que exista uma viga com um ferro para fora, porque a grama cobria. Quando eu pulei, esse ferro entrou no meu pé. Ali eu só tive tempo de gritar. Sangue começou a sair muito. Minha esposa me pegou e me levou para o hospital. Obrigado por todo o carinho que vocês sempre têm comigo. Já deu tudo certo. | ” |
| — Tiago Barnabé contando detalhes do acidente em vídeo no Instagram | |   |

## Filmografia
| Ano           | Título                            | Papel           | Notas                                                    | Ref.   |
| ------------- | --------------------------------- | --------------- | -------------------------------------------------------- | ------ |
| 2010–12       | Superpop                          | Luciana Gimenez |                                                          | [ 9 ]  |
| 2012–24       | Eliana                            | Narcisa         |                                                          | [ 11 ] |
| 2012          | Cante se Puder                    | Ele mesmo       | Episódio: "24 de outubro" – Concurso de Miss (time azul) | [ 27 ] |
| 2018          | Dra. Darci                        | Drª Darlene     | Episódio: "A Concorrente"                                |        |
| 2018          | Xilindró                          | Cida Malmatada  | Episódio: "O filho"                                      |        |
| 2019          | Treme Treme                       | Luciana         | Temporada 4                                              | [ 28 ] |
| 2019          | Programa da Maisa                 | Narcisa         | Episódio: "30 de março" – Quadro: "Carona"               |        |
| 2020          | Programa da Maisa                 | Narcisa         | Episódio: "13 de junho"                                  |        |
| 2020          | Teleton                           | Narcisa         |                                                          | [ 29 ] |
| 2022          | Bake Off Brasil: A Cereja do Bolo | Glacevaldo      | Temporada 4                                              | [ 30 ] |
| 2022          | Teleton                           | Narcisa         |                                                          | [ 31 ] |
| 2024          | Teleton                           | Narcisa         |                                                          | [ 32 ] |
| 2024–presente | Domingo Legal                     | Narcisa         |                                                          | [ 12 ] |

## Prêmios e indicações
| Ano  | Prêmio                  | Categoria        | Resultado | Ref.   |
| ---- | ----------------------- | ---------------- | --------- | ------ |
| 2025 | Troféu Internet de 2025 | Melhor Humorista | Venceu    | [ 33 ] |